# 아제르바이잔 공군
아제르바이잔 공군(아제르바이잔어: Azərbaycan Hərbi Hava Qüvvələri)은 아제르바이잔 해군과 아제르바이잔 육군의 3개 분대 중 하나이며, 아제르바이잔군의 항공 방위 부서이다.

## 역사
아제르바이잔 공군은 1918년 6월 26일에 처음으로 군용기를 구입한 아제르바이잔 민주공화국 시절인 1919년으로 거슬러 올라간다. 1991년 아제르바이잔이 소련으로부터 독립한 후, 아제르바이잔의 옛 소련 공군 기지들은 공군과 방공군을 발전시키는 데 도움을 주었다.
2009년 2월 11일, 공군 사령관인 레일 랴예프 중장이 정체불명의 무장 괴한에 의해 집 밖에서 암살되었다. 보도에 따르면, 랴예프는 사망하기 전에 미국 전투기 인수를 포함하여 공군 현대화와 관련하여 미국과 더 긴밀한 관계를 협상하고 있었다. 2009년 5월 12일, 공군 사령관으로 임명된 알타이 메흐디예프 소장이 그의 뒤를 이었다.

## 교육
아제르바이잔 고등군사항공학교는 아제르바이잔 공군의 교육 기관이자 아제르바이잔 국방부의 교육 시스템의 한 분과이다. 1997년에, 그 학교는 첫 번째 반의 군사 조종사들을 졸업했다. 2015년 12월 24일, 대통령령에 따라 학교는 폐지되고 아제르바이잔 고등군사학교로 이전되었다.
아제르바이잔 조종사들은 아제르바이잔 공군학교에서 훈련을 받고 그들의 부대 내에서 기술을 더 발전시킨다. 아제르바이잔은 튀르키예, 미국, 우크라이나, 그리고 많은 다른 NATO 국가들과 경험 교류를 하고 있다. 튀르키예 공군학교는 군 조종사들의 훈련에 큰 역할을 하고 있다. 아제르바이잔 조종사들은 우크라이나의 조종사 훈련 학교에서도 훈련을 받는다.

## 같이 보기
- 아제르바이잔 육군
- 아제르바이잔의 군사사